# Gåsskär (Eckerö, Åland)
Gåsskär är en ö i Åland (Finland). Den ligger i Ålands hav och i kommunerna Hammarland och Eckerö i landskapet Åland, i den sydvästra delen av landet. Ön ligger omkring 19 kilometer väster om Mariehamn och omkring 290 kilometer väster om Helsingfors.
Öns area är 7,8 hektar och dess största längd är 410 meter i sydväst-nordöstlig riktning. Ön höjer sig omkring 10 meter över havsytan.